# Чолт (Марамуреш)
Чолт (рум. Ciolt) насеље је у Румунији у округу Марамуреш у општини Шомкута Маре. Oпштина се налази на надморској висини од 253 m.

## Становништво
Према подацима из 2002. године у насељу је живело 614 становника, од којих су сви румунске националности.